# Gustav Arnér
Gustav Arnér, född 18 augusti 1893 i Brunflo församling, Jämtlands län, död 8 juli 1988 i Västerleds församling, Stockholm, var en svensk konstnär.
Gustav Arnér studerade vid Tekniska skolan i Stockholm 1912–1915 samt vid Konstakademien 1917–1920 samt genomförde studieresor i Frankrike 1920, 1927 och 1949. Han debuterade 1926 på Liljevalchs konsthall som medlem av konstnärsgruppen "Nio Unga", vilken han tillhörde 1926–1930. Konstnärsgruppen "Nio Unga" hade ytterligare tre utställningar i Stockholm. Gustav Arnér deltog i två av dessa (1928  och 1929 ).
Han verkade som teckningslärare vid samrealskolan i Arvika och senare på Lidingö läroverk i Lidingö. Gustav Arnér deltog i utställningar i Stockholm, Arvika, Karlstad och Lidköping. Han är gravsatt i Högalidskyrkans kolumbarium i Stockholm .